# Symfonie nr. 5 (Aho)
Kalevi Aho voltooide zijn Symfonie nr. 5 in 1976.
De symfonie kwam tot stand na een opdracht van de Finse Omroep. Het Symfonieorkest van de Finse Radio gaf dan ook de eerste uitvoering van dit werk op 19 april 1977 onder leiding van Okko Kamu. Deze dirigent is gespecialiseerd in moderne klassieke muziek en dat is bij deze symfonie niet overbodig.
De titel symfonie is in wezen onjuist. Er is nauwelijks samenhang in dit werk, er is geen controle (anders dan de partituur) of eerdere fragmenten later terugkeren, er is ook geen indeling als symfonie en van samenklinken (letterlijke betekenis) lijkt ook geen sprake. De componist schreef bij dit werk, dat het zijn opzet de onzekerheid van het bestaan, geluk tegenover ongeluk, lachen tegenover verdriet, liefde tegenover haat weer te geven. Om de tegenstellingen duidelijker te maken is het haast onvermijdelijk dat er twee dirigenten leiding geven aan het gespleten orkest. Het is een komen en gaan van klankbeelden, zonder enig verband. De muziek raast voort maar zit tevens gevangen in haar eigen starheid. Zo hier en daar zijn rustpauzen ingelast zodat het even tot rust komt, maar al snel komt de “storm” weer opzetten en gaat het onverdroten door. Na de eerste rustpauze is een startende fuga te horen, maar ook die verdwijnt in het tumult. De laatste rustpauze wordt ingezet door de hoorns, het lijkt het slot van de symfonie. Echter de onrust komt terug en voert naar het eind. De onbeweeglijkheid van de muziek komt het best tot uitdrukking in de slotmaten. De componist heeft een dermate starheid ingebouwd, dat een muzikale oplossing niet meer mogelijk is. De enige mogelijkheid is het werk abrupt af te breken.
Alles is vervat in één deel.
Aho schreef de muziek voor groot orkest:
- 3 dwarsfluiten, 3 hobo’s, 3 klarinetten, 3 fagotten, 2 saxofoons
- 6 hoorns, 4 trompetten, 3 trombones, 1 tuba
- pauken, 4 man/vrouw percussie, 1 harp, piano/celesta
- violen, altviolen, celli, contrabassen

## Discografie
BIS Records, die de complete symfoniecyclus van Aho uitgaf liet hier verstek gaan. Het vast orkest in die serie, Symfonieorkest van Lahti, kon gezien de omvang van de orkestratie waarschijnlijk dit werk niet aan. Ondine bracht het wel uit. Max Pommer gaf samen met de componist leiding aan het Symfonieorkest van Leipzig in een opname van 1991. Ondine gaf geen andere muziek van deze componist uit, behalve Symfonie nr. 7 als de "B-kant".
Nr. 1 · Nr. 2 · Nr. 3 · Nr. 4 · Nr. 5 · Nr. 6 (1979-1980) · Nr. 7 Insectensymfonie · Nr. 8 · Nr. 9 · Nr. 10 · Nr. 11 · Nr. 12 Luostosymfonie · Nr. 13 · Nr. 14 Rituelen · Nr. 15
Alles Vergängliche (Orgelsymfonie)